# Chartres
Chartres [ʃaʀtʀ] ist die Präfekturhauptstadt des Départements Eure-et-Loir in Frankreich. Die Stadt liegt 90 Kilometer südwestlich von Paris in einer Ebene an der Eure, einem Nebenfluss der Seine. Die 37.990 Einwohner (Stand 1. Januar 2022) nennen sich „Chartrains“. Im Zentrum der Altstadt steht die berühmte Kathedrale Notre-Dame de Chartres.

## Geschichte
Chartres war unter dem Namen Autricum ein Hauptort der Karnuten und schon vor der Römerzeit bedeutend. 51 v. Chr. unterwarfen sich die Karnuten Caesar. Unter den Römern gehörte die Stadt zur Provinz Gallia Lugdunensis. Bereits im 4. Jahrhundert wurde es als Carnutum oder Carnotum Bischofssitz. Erst im 12. Jahrhundert kommt die Stadt unter ihrem jetzigen Namen vor.
Chartres war im früheren Mittelalter Hauptort der Landschaft Beauce oder des Chartrain und gab der Grafschaft Chartres den Namen, die seit 956/960 im Besitz des Hauses Blois war. 911 belagerten die Normannen Chartres und 1019 verbrannten sie es fast gänzlich. Die Grafschaft Chartres wurde 1286 an König Philipp IV. den Schönen verkauft. Mit Bischof Fulbert von Chartres entwickelte sich die Domschule zu einem bedeutenden Zentrum mittelalterlicher Bildung. Hier wirkten u. a. Ivo von Chartres, Gilbert von Poitiers und Johannes von Salisbury.
1528 machte König Franz I. die Grafschaft Chartres zum Herzogtum. Heinrich IV. eroberte Chartres 1591 und ließ sich hier 1594 krönen. 1626 erhielt die Familie Orléans Chartres als Apanage, weshalb auch der älteste Sohn des Herzogs von Orléans gewöhnlich den Titel eines Herzogs von Chartres führte. Am 21. Oktober 1870 wurde Chartres von der 22. Division unter General Wittich besetzt und blieb in den Kämpfen gegen die Loire-Armee ein wichtiger Stützpunkt der Deutschen.
Im Zweiten Weltkrieg flohen die meisten Menschen vor den heranrückenden Soldaten der deutschen Wehrmacht aus der Stadt. Nur noch 800 der 23.000 Einwohner, darunter der Präfekt Jean Moulin, waren am 15. Juni 1940 in Chartres zurückgeblieben. Die Einwohner kehrten aber bereits während der Besatzung zurück. Am 6. Juni 1944 landeten die westalliierten Truppen in der Normandie (Operation Overlord). Nach dem Ausbruch aus dem Landekopf Ende Juli entfaltete die US-Armee fast ohne Widerstand der dezimierten deutschen Truppen einen raschen Vormarsch ins Landesinnere. Am 16. August 1944 stand das XX. US-Korps vor Chartres. In diesen Raum hatte Hitler jedoch drei Divisionen der deutschen 15. Armee beordert und

„... die Bereinigung von Chartres nahm drei Tage schwerer Kämpfe in Anspruch, weil die Amerikaner, um die majestätische Kathedrale zu schonen, mit dem Einsatz von Artillerie zurückhielten.“

Am 16. August 1944 fotografierte Robert Capa die Befreiung der Stadt, dabei entstand das Bild La Tondue de Chartres (Die geschorene von Chartres) einer Frau, die der sogenannten Horizontalen Kollaboration beschuldigt wurde. Am 18. August 1944 wurde der Vormarsch zur Seine wieder aufgenommen.
Von 1945 bis 1947 bestand in Chartres das „Stacheldrahtseminar“ als Priesterseminar. Hier wurden deutschsprachige Priester und Seminaristen zusammengeführt für Studien in ihrer Zeit als Kriegsgefangene. Der Gefangenenseelsorger Abbé Franz Stock war Regens des Seminars. Etwa 950 Dozenten, Priester, Brüder und Seminaristen aus Deutschland und Österreich durchliefen das Seminar. Es handelte sich um das größte Priesterseminar in der Geschichte der katholischen Kirche. In dem noch erhaltenen Gebäude wurde die Europäische Begegnungsstätte Franz Stock eingerichtet.

## Bevölkerungsentwicklung
| Jahr                       | 1962   | 1968   | 1975   | 1982   | 1990   | 1999   | 2006   | 2018   | 2021   |
| Einwohner                  | 31.495 | 34.469 | 38.928 | 37.119 | 39.595 | 40.361 | 40.022 | 38.426 | 38,447 |
| Quellen: Cassini und INSEE |        |        |        |        |        |        |        |        |        |

## Sehenswürdigkeiten

Südfassade der Kathedrale

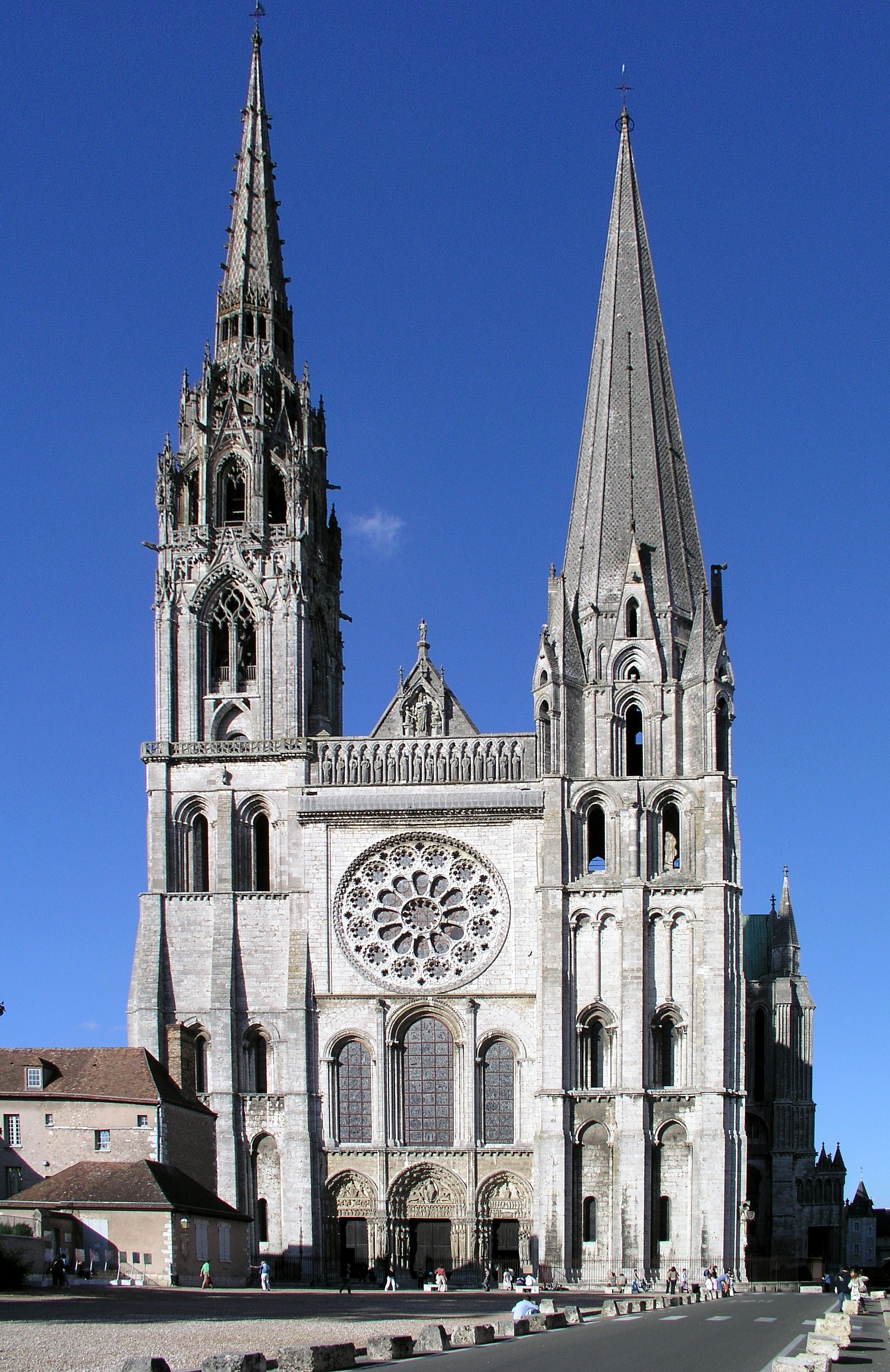
Westfassade der Kathedrale

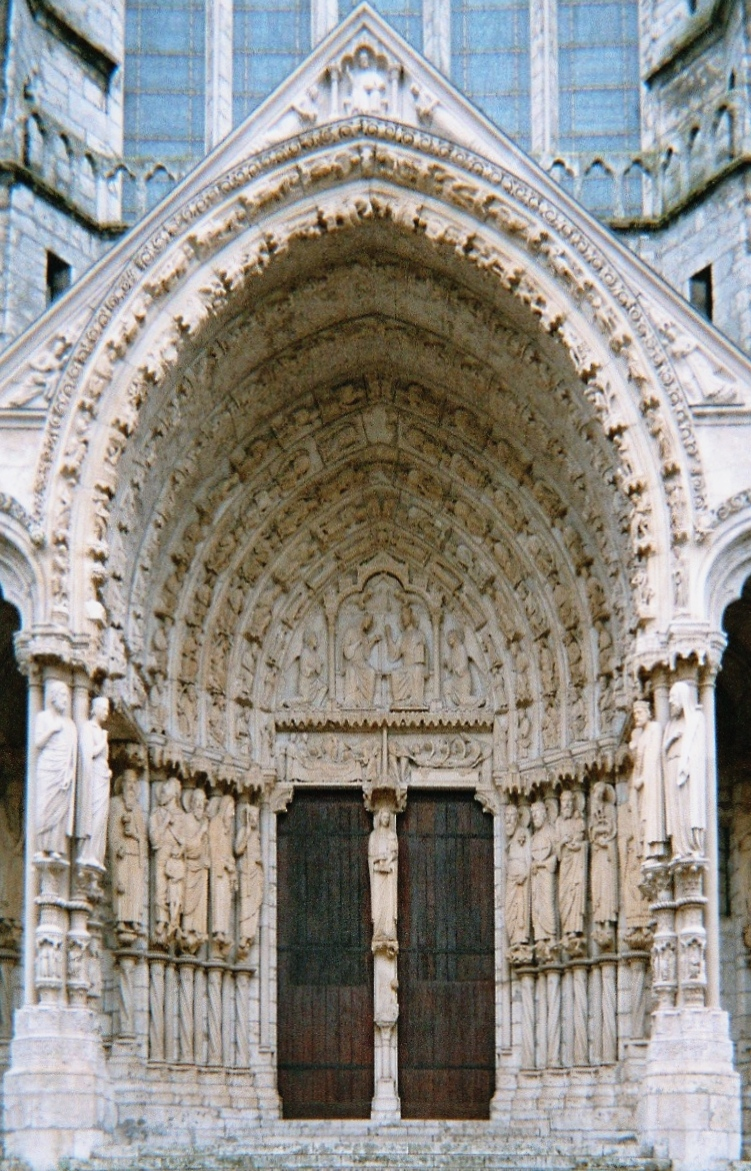
Portal der Kathedrale Notre-Dame de Chartres

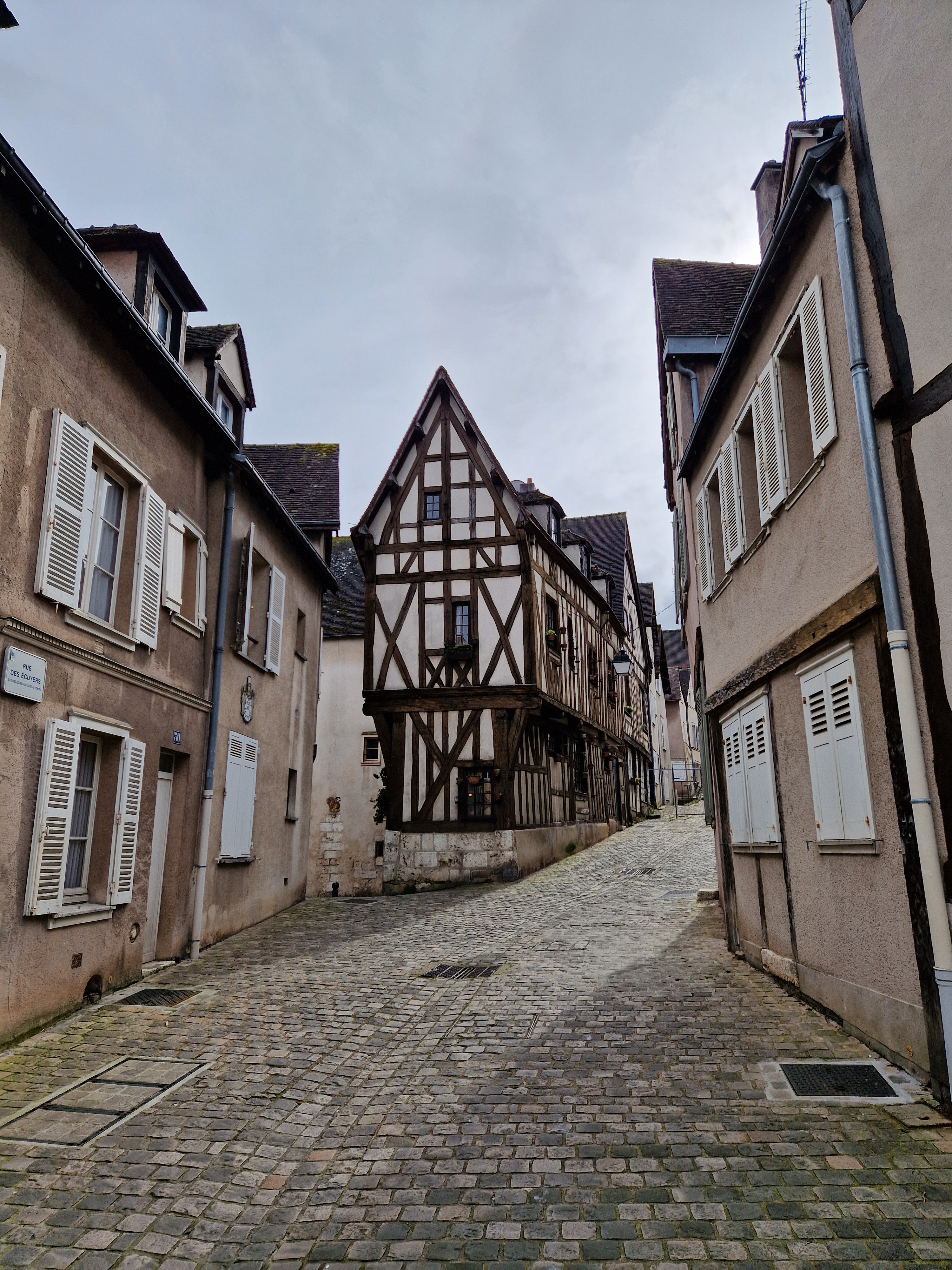
Altstadt

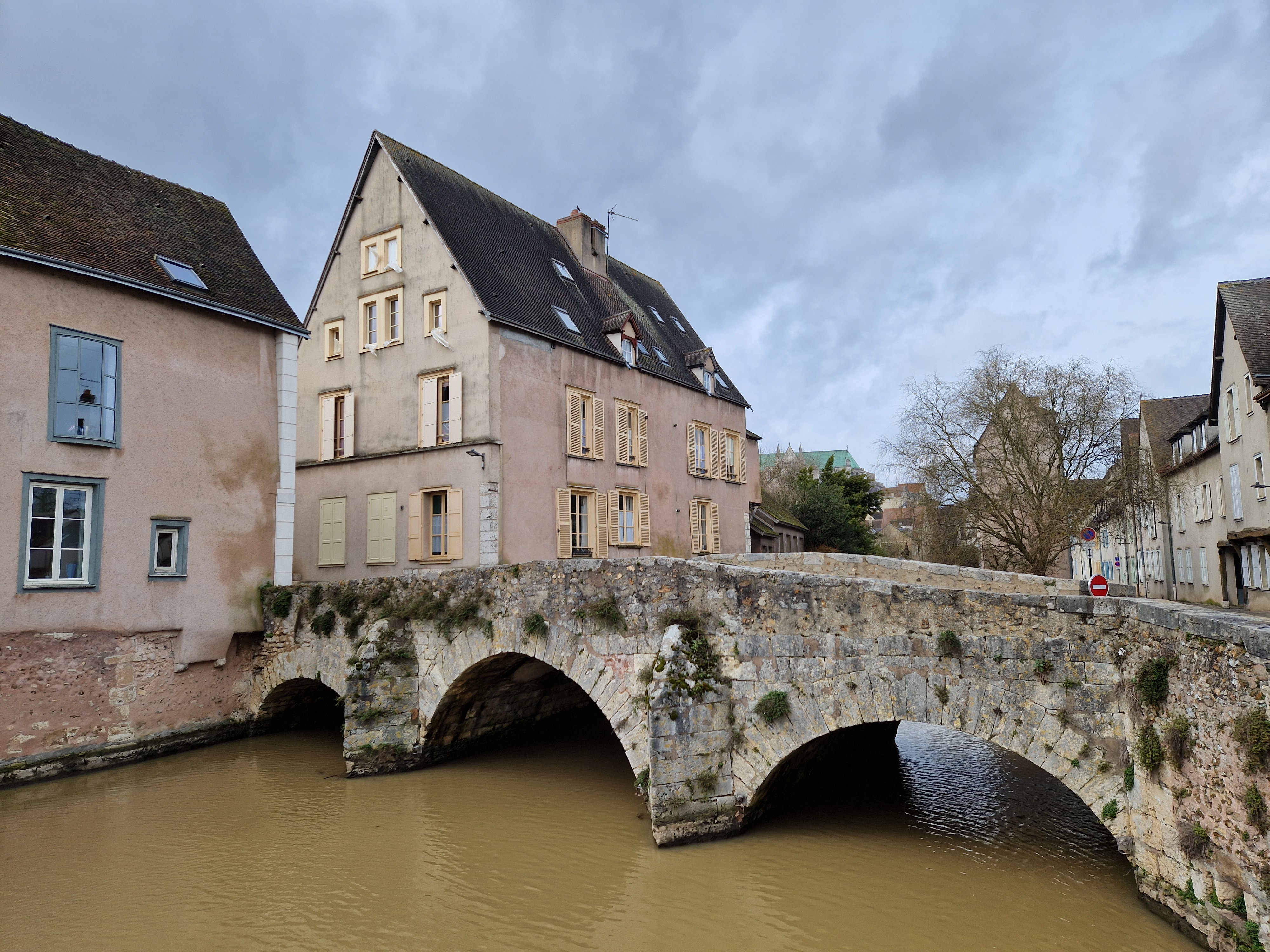
Eure in Chartres

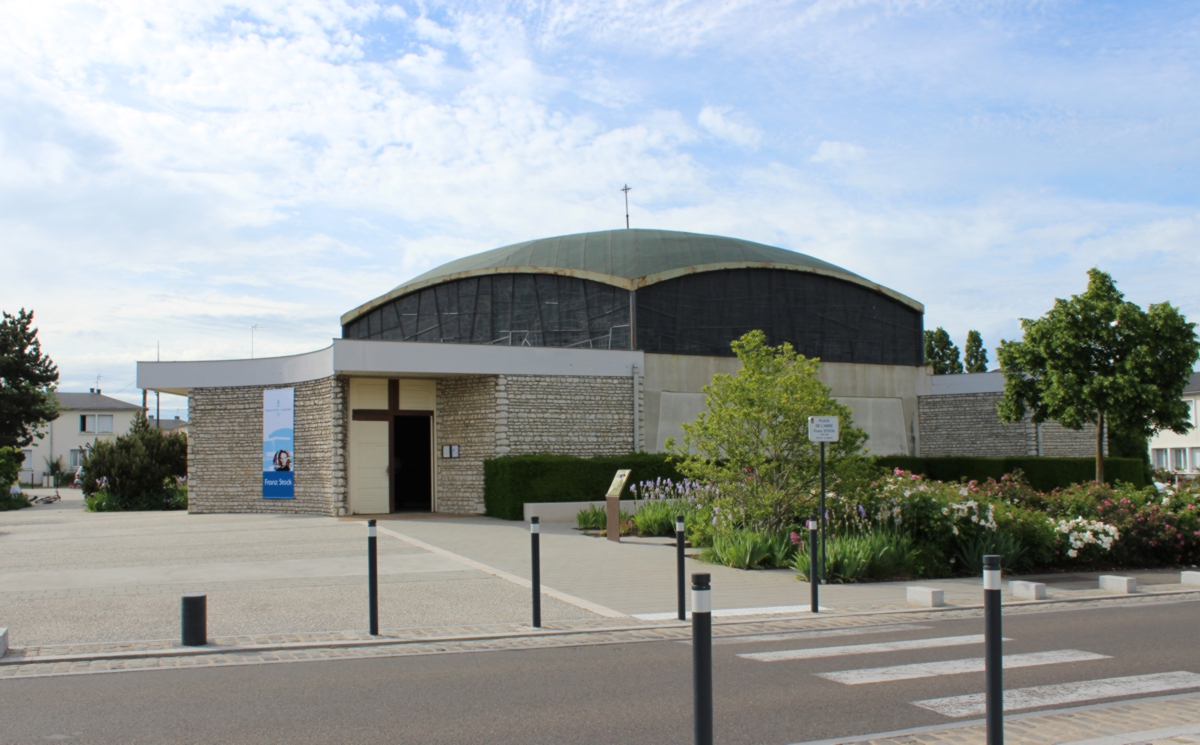
Grabkirche Franz Stock

- Die Europäische Begegnungsstätte Franz Stock
- Die Kirche Saint Jean Baptiste mit dem Grab von Franz Stock und einem von Gabriel Loire entworfenen Mosaik.[3]
- Die Kathedrale Notre-Dame de Chartres mit dem Labyrinth von Chartres; seit 1979 Weltkulturerbe; Krypta aus dem 11. Jahrhundert; Glasgemälde; Westfassade mit Portail Royal
- Die mittelalterliche Innenstadt
- Wälle, Stadtmauer und Tore
- Die hochgotische Église Saint-Pierre[4]

Siehe auch: Liste der Monuments historiques in Chartres

## Wirtschaft und Infrastruktur
Traditionell ist Chartres eine Stadt, die im Agrarhandel mit Getreide, Vieh und Wolle verankert war. Daraus resultiert ihre Stellung als Marktzentrum der Beauce. Inzwischen sind Nahrungsmittel-, pharmazeutische und Elektroindustrie sowie der Maschinenbau hinzugekommen.

### Verkehr
Chartres ist ein Eisenbahnknotenpunkt. Der Bahnhof liegt an der Bahnstrecke Paris–Brest und wird im Regionalverkehr mit TER-Zügen bedient. 

## Partnerstädte
Chartres unterhält mit folgenden Städten Partnerschaften:
- Speyer (Deutschland)
- Évora (Portugal)
- Cusco (Peru)[5]
- Ravenna (Italien)
- Bethlehem (Westjordanland)[6]

## Persönlichkeiten

### Söhne und Töchter der Stadt
- Fulcher von Chartres (1059–1127), Chronist
- Severin Pineau (1550–1619), Anatom und Chirurg, Dekan des Collège de Chirurgie in Paris
- Étienne I. d’Aligre (1559–1635), Staatsmann des 17. Jahrhunderts
- Mathurin Régnier (1573–1613), Satirendichter
- Étienne II. d’Aligre (1592–1677), Staatsmann zur Zeit der Könige Ludwig XIII. und Ludwig XIV.
- Pierre de Goussainville (1620–1683), Kirchenhistoriker
- Pierre Nicole (1625–1695), Theologe
- Laurent Cassegrain (1629–1693), Erfinder und Namensgeber des Cassegrain-Teleskops
- Léonor Jean-Christin Soulas d’Allainval (1696–1753), Schriftsteller und Dramatiker
- Nicolas François Guillard (1752–1814), Librettist
- Jacques Pierre Brissot (1754–1793), Revolutionär
- Claude Chauveau-Lagarde (1756–1841), Advokat
- Jérôme Pétion de Villeneuve (1756–1794), Revolutionär
- François Séverin Marceau (1769–1796), General
- Achille Guenée (1809–1880), Anwalt und Entomologe
- Pierre-Jules Hetzel (1814–1886), Verleger und Förderer Jules Vernes
- Jean-Baptiste Eugène Bellier de la Chavignerie (1819–1888),  Entomologe
- Julien-Gaston du Vergier de La Rochejacquelein (1833–1897), Politiker
- Alexandre Brou (1862–1947), römisch-katholischer Priester und Theologe
- Philippe Alliot (* 1954), Automobilrennfahrer
- Philippe Loiseau (* 1957), Politiker
- Gaël Lesoudier (* 1970), Automobilrennfahrer
- Nicolas Escudé (* 1976), Tennisspieler
- Julien Escudé (* 1979), Fußballspieler
- Anthony Delhalle (1982–2017), Motorradrennfahrer
- Loïc Duval (* 1982), Automobilrennfahrer
- Baptiste Herbin (* 1985), Jazzmusiker
- Laura Kamdop (* 1990), französisch-senegalesische Handballspielerin
- Hugo Page (* 2001), Radrennfahrer

### Sonstige Persönlichkeiten
- Thierry von Chartres (* um 1085; † um 1155), platonischer Philosoph
- Noël Ballay (1847–1902), Dichter; wurde in der Kathedrale von Chartres beigesetzt
- Jean Moulin (1899–1943), der „stille Held der Résistance“; von 1939 bis 1940 Präfekt des Départements Eure-et-Loir (mit Amtssitz in Chartres)
- Abbé Franz Stock (1904–1948), deutscher katholischer Geistlicher und Wegbereiter der deutsch-französischen Freundschaft; wurde 1963 von Paris in die neu erbaute Kirche Saint Jean Baptiste in Chartres umgebettet

Bekannte Bischöfe von Chartres:
- Leobinus von Chartres, auch Lubinus (frz. Saint Lubin) († 557)
- Fulbert von Chartres (um 950–1028 oder 1029)
- St. Ivo von Chartres (1090–1115)
- Johannes von Salisbury (1176–1180)
- Rainald von Bar († 1217)
- Michel Kuehn (1923–2012)
- Michel Pansard (* 1955)